# هيغاشينا (ياماغاتا)
مدينة هيغاشينا (بالإنجليزية: Higashine)‏ هي أحد المدن التابعة لمحافظة ياماغاتا. تأسست رسميًا في 03/11/1958. ويقدر عدد سكانها بـ 46141 نسمة حسب تقدير مكتب الإحصاء الياباني لعام 2012. تبلغ مساحة هيغاشينا 207.17 كم2. بكثافة سكانية تبلغ 223 نسمة/كم2.

## أعلام
- ابي كازوشكي